# فلاديسلاف فولكوف (لاعب كرة قدم قرغيزستاني)
فلاديسلاف فولكوف هو لاعب كرة قدم ومدرب كرة قدم قيرغيزستاني، ولد في 15 أغسطس 1980 في قره بالتا في قيرغيزستان. شارك مع منتخب قيرغيزستان لكرة القدم. أما مع النوادي، فقد لعب مع نادي دوردوي بيشكك.

## وصلات خارجية
- فلاديسلاف فولكوف على موقع الاتحاد الدولي (مؤرشف)  (الإنجليزية)
- فلاديسلاف فولكوف على موقع قاعدة بيانات كرة القدم.إي يو (الإنجليزية)
- فلاديسلاف فولكوف على موقع ناشيونال فوتبول تيمز (الإنجليزية)
- فلاديسلاف فولكوف على موقع Soccerway.com (الإنجليزية)